# Kostadin Velkov
Kostadin Antonov Velkov (in bulgaro Костадин Антонов Велков?; Sofia, 26 marzo 1989) è un ex calciatore bulgaro, di ruolo difensore.

## Palmarès

### Club

#### Competizioni nazionali
- Coppa di Bulgaria: 1

Slavia Sofia: 2017-2018